# Крива обертання галактики

Крива обертання типової спіральної галактики M 33 (жовті та блакитні крапки з барами похибки) та прогнозована крива на підставі розподілу видимої речовини (біла переривчаста лінія). Невідповідність між двома кривими зменшується додаванням до моделі гало темної матерії, яке оточує галактику.

Крива обертання дискової галактики (також крива швидкості) — графік залежності орбітальної швидкості видимих зір чи галактичного газу від радіальної відстані до центру такої галактики. Як правило, вона зображується на двовимірному графіку.
Якщо виходити з того, що основна маса системи зосереджена в центрі, швидкість обертання зір у галактиках не відповідає законам Кеплера. На відміну від планетних систем швидкість обертання зір довкола центра галактики є постійною ж або ж навіть зростає з віддаленням їх від центру. Якщо оцінювати масу галактик, ґрунтуючись на світлі, яке вони випромінюють, то маса замала для пояснення спостережуваної швидкості обертання.
Криві обертання спіральних галактик є асиметричними, і дані спостережень з обох боків галактики, як правило, усереднюють. Така асиметрія здається швидше нормою, ніж винятком
Проблема обертання галактик — це невідповідність між спостережуваними кривими обертання галактик та теоретичними розрахунками таких кривих, які зроблено виходячи з припущення про центральну домінуючу масу, асоційовану зі спостережуваною речовиною, яка світиться. Коли профілі мас галактик розраховуються з розподілу зір у спіралях та співвідношень маси до світла у зоряних дисках, вони не відповідають масам, отриманим зі спостережуваних кривих обертання та закону всесвітнього тяжіння. Для вирішення такої невідповідності запропоновано гіпотезу про існування темної матерії та її розподіл від галактичного центру до гало.
Хоча у поясненні проблеми обертання галактик гіпотеза темної матерії є домінуючою, із різним ступенем успіху пропонували й інші гіпотези. Серед можливих альтернатив темній матерії, найпомітнішою є модифікована ньютонівська динаміка (MOND), яка модифікує закони всесвітнього тяжіння.

## Історія питання
1932 року Ян Гендрик Оорт вперше повідомив, що зорі у сонячному оточенні рухаються швидше, ніж припускалось, якщо розподіл маси в Галактиці оцінювати на підставі видимої речовини, проте його виміри пізніше були визнані майже повністю помилковими. 1939 року Горес Бебкок у своїй докторській дисертації повідомив виміри кривої обертання галактики Андромеди, які припускали, що співвідношення маси до світності радіально зростає. Він пояснював це або поглинанням світла у галактиці або модифікованою динамікою на зовнішніх кордонах спіралі, але не якоюсь іншою формою матерії. 1959 року Лоіс Волдерс продемонструвала, що спіральна галактика M33 обертається не так, як очікується з кеплерівської динаміки. Наприкінці 1960-х — початку 1970-х, Вера Рубін, астроном Департаменту земного магнетизму у Інституті Карнегі працювала з новим чутливим спектрографом, який міг вимірювати криві швидкості спіральних галактик, видимих із ребра, з більшою точністю, ніж до того було можливо Разом з колегою Кентом Фордом, Рубін повідомила на зустрічі Американського астрономічного товариства 1975 року, що більшість зір у спіральних галактиках обертаються приблизно з однаковою швидкістю, а з цього випливало, що маса галактик зростає приблизно лінійно з радіусом далеко за межами розташування більшості її зір (балджа). Свої результати Рубін виклала у публікації 1980 року. Це були перші докладні результати, які натякали, що або ньютонівська гравітація не застосовується універсально або, консервативно, що більше 50 % маси галактик міститься у відносно темному галактичному гало. Спочатку її результати сприйняли скептично, але вони були підтверджені дослідженнями наступних десятиріч.
Якщо припустити, що класична механіка є правильною, а більшість маси галактики зосереджена в балджі поблизу центру, то швидкість обертання зір і газу в дисковій частині має зменшуватися зі збільшенням відстані від галактичного центру (біла пунктирна лінія на малюнку).
Однак, спостереження кривих обертання спіральних галактик цього не підтверджують. Швидкість обертання змінюються не так, як очікується (обернено пропорційно квадрату відстані), натомість, криві є «пласкими», тобто, поза межами центрального балджа швидкість обертання майже постійна (суцільна лінія на малюнку). Більше того, галактики з рівномірним розподілом світної речовини мають криву обертання, яка зростає (від центру до краю); таку ж аномальну криву мають і більшість галактик із низькою поверхневою яскравістю (англ. LSB galaxies).
Такі криві обертання можуть бути пояснені гіпотезою про існування значної маси речовини, яка розповсюджена по всій галактиці, але практично не випромінює (принаймні, у тому співвідношенні маса—світність, як центральний балдж). Матерію, відповідальну за таку додаткову масу, назвали «темною» (англ. dark matter). Існування її вперше було передбачено у 1930-ті роки Яном Оортом при його вимірі констант Оорта та Фріцом Цвіккі у його дослідженнях мас скупчень галактик. Існування темної холодної (небаріонної) матерії (англ. CDM — Cool dark matter) сьогодні є одним із постулатів Моделі лямбда-CDM, яка описує космологію Всесвіту.

## Профілі густини гало
Для забезпечення пласкої кривої обертання, профіль густини галактики та її оточення має відрізнятись від сконцентрованого в центрі. Ньютонівська версія третього закону Кеплера стверджує, що профіль радіальної густини ρ(r) становить:
{\displaystyle \rho (r)={\frac {3v(r)^{2}}{4\pi Gr^{2}}}\left(1+2~{\frac {d\log ~v(r)}{d\log ~r}}\right)}
де v(r) — профіль радіальної орбітальної швидкості, а G — гравітаційна стала. Цей профіль майже повністю відповідає очікуванням профілю сингулярної ізотермальної сфери, в якому якщо v(r) є приблизно константою, то щільність ρ ∝ r−2 до деякого внутрішнього «ключового радіусу», на якому густина стає постійною. Спостереження не відповідають такому простому профілю, про що повідомили Наварро, Френк та Вайт у публікації 1996 року.
Ці автори також зазначили, що «легка зміна логарифмічного нахилу» у функції профілю густини також може відповідати на великих масштабах умовно пласким кривим обертання. Вони винайшли відомий профіль Наварро—Френка—Вайта, який узгоджується як із моделюванням задачі N тіл, так і зі спостереженнями при 
{\displaystyle \rho (r)={\frac {\rho _{0}}{{\frac {r}{R_{s}}}\left(1~+~{\frac {r}{R_{s}}}\right)^{2}}}}
де центральна  густина, ρ0, та радіус масштабу, Rs, є параметрами, які змінюються для кожного гало. Оскільки нахил профілю густини розходиться в центрі, було запропоновано альтернативні профілі, наприклад профіль Ейнасто, який краще узгоджується з окремими моделями гало темної матерії.
Спостереження орбітальних швидкостей у спіральних галактиках вказують на структуру маси, яка відповідає рівнянню:
{\displaystyle v(r)=(r\,d\Phi /dr)^{1/2}}
де Φ — галактичний гравітаційний потенціал. Оскільки спостереження обертання галактик не відповідають розподілу, очікуваному при застосуванні законів Кеплера, вони не відповідають і розподілу матерії, що світиться. Це вказує на те, що спіральні галактики містять велику кількість темної матерії або, альтернативно, існування екзотичної фізики, яка діє в галактичних масштабах. Додатковий невидимий компонент є помітнішим на зовнішній межі кожної галактики та у тьмяніших галактиках.
Космологія вважає, що до 84 % маси Всесвіту становить темна матерія, масивний компонент, який нічого не випромінює, але домінує у гравітаційному потенціалі галактик та галактичних скупчень; галактики ж є баріонними конденсаціями зір та газу (гідрогену та гелію), розташованими в центрі значно більших гало темної матерії, на які впливає гравітаційна нестабільність, спричинена первинними флуктуаціями густини. Тому основною метою стало зрозуміти природу та історію цих загадкових темних гало, досліджуючи галактики, які в них містяться (їх світності, кінематику, розміри та морфологію). Виміри кінематики (їх позицій, швидкостей та прискорень) спостережуваних зір та газу стали інструментом дослідження природи темної матерії в частині її змісту та розподілу відносно того ж різних баріонних компонентів галактик.

## Подальші дослідження
Динаміка обертання галактик добре характеризується їх розташуванням у співвідношенні Таллі — Фішера, яке показує, що для спіральних галактик швидкість обертання тісно пов'язана з їх загальною світністю. Надійним способом передбачити обертальну швидкість спіральної галактики є виміряти її болометричну світність та обчислити швидкість її обертання з розташування галактики на діаграмі Таллі—Фішера. І навпаки, знання швидкості обертання спіральної галактики дає її світність на діаграмі. Тому обертання галактики пов'язано з її видимою масою.
Хоча точне визначення профілів густини балджа, диску та гало є складним процесом, досить просто змоделювати видимі елементи галактик, що обертаються, з використанням зазначеного співвідношення. І хоча дуже складні космологічні моделі та моделі формування галактик із темної матерії з включенням звичайної баріонної матерії можна довести до певної відповідності цим спостережень галактик, досі на має задовільної відповіді, чому існує таке співвідношення величин (світності та швидкості). Крім того, детальні дослідження кривих обертання галактик з низькою поверхневою світністю (англ. LSB galaxies) у 1990-ті роки та їх розташування у співвідношенні Таллі—Фішера показали, що гало темної матерії таких галактик має простягатися далі та бути менш щільним, ніж у яскравих галактик, тобто, поверхнева світність пов'язана з характеристиками гало. Такі карликові галактики з домінуванням темної матерії можуть вирішити  проблему карликових галактик у формуванні структур.
Також важливо, що аналіз внутрішніх частин галактик із низькою та високою поверхневою світністю показав, що форма кривих обертання у центрі систем із домінуванням темної матерії вказує на профіль розподілу мас, відмінний від профілю Наварро—Френка—Вайта. Ця так звана проблема точності гало є невирішеною в стандартній теорії холодної темної матерії. У цьому контексті часто застосовують моделі з витоком зоряної енергії в міжзоряний простір для зміни передбачуваного розподілу темної матерії на центральних ділянках галактики.

## Альтернативи темній матерії
Робився ряд спроб вирішити проблему обертання галактики шляхом модифікації теорії гравітації, без залучення темної матерії.
Одна з найобговорюваніших таких спроб — модифікована ньютонівська динаміка (MOND), яку вперше запропонував Мордехай Мілгром 1983 року та яка змінює ньютонівський закон сили на низьких прискореннях для підвищення ефективного гравітаційного тяжіння.
Ця теорія мала значний успіх у прогнозуванні кривих обертання галактик з низькою поверхневою світністю, відповідності співвідношенню Таллі-Фішера та дисперсію швидкості малих галактик-супутників у Місцевій групі.
Модифікована ньютонівська динаміка не є релятивістською теорією, хоча булио запропоновано релятивістські теорії, які зводяться до неї, наприклад «тензор–вектор–скаляр гравітація» «скаляр-тензор-вектор гравітація» (STVG) та f(R)-теорія Капоцціело та Де Лаурентіса. Існує також альтернатива, заснована на теорії надплинного вакууму з використанням логарифмічного рівняння Шредінгера.